# Pogány Induló
Pogány Induló, pseudonimo di Marcell Szirmai (Szentes, 1º giugno 2005), è un rapper ungherese.

## Biografia
Szirmai si è interessato al mondo dell'arte sin da piccolo, prendendo lezioni di violino per diversi anni, imparando a suonare il pianoforte e a recitare. È salito alla ribalta nel 2022, anno in cui ha pubblicato l'EP d'esordio eponimo e si è fatto conoscere per i singoli Gettó csirke e Gyönyör, entrambi entrati nella Stream Top 40 slágerlista e certificati rispettivamente quadruplo platino e platino dalla Magyar Hangfelvétel-kiadók Szövetsége.
Nel febbraio 2023 è stato messo in commercio l'album in studio Megáll az idő, arrivato al 4º posto dell'Album Top 40 slágerlista e certificato doppio platino dalla MAHASZ per le 8 000 unità equivalenti; risultato il 10º più consumato dell'intero anno, il disco contiene le tracce Pogi hip-hop (platino), Fienduló e Afro beat, tutte e tre arrivate nella top ten nazionale. Lo stesso gli ha fatto guadagnare un riconoscimento su due candidature ai Fonogram Awards, portandosi a casa quello all'album o registrazione ungherese dell'anno – rap/hip hop.
Vagy mindent vagy semmit, uscito nel febbraio successivo, è rimasto al numero uno per diverse settimane, è diventato doppio platino e l'album di maggior successo del 2024. Il progetto contiene l'album-track Úgy hiszem, la sua prima numero uno nella Single Top 40 slágerlista. È stato promosso da un concerto alla MVM Dome il mese seguente, che ha radunato oltre 10 000 persone.
Qualche mese dopo è stato pubblicato l'album collaborativo con Ekhoe, intitolato Igaziakért, fermatosi al 2º posto in classifica e candidato per un Fonogram Award. Pogány Induló è stato impegnato con una serie di concerti durante l'estate, riuscendo a prendere parte al Sziget Festival a giugno. Il doppio singolo Egy/Kettő, diffuso il 1º novembre, ha segnato la sua seconda numero uno nella Single Top 40 slágerlista. È stato anche incluso nella lista degli under 30 annuale dell'edizione magiara di Forbes. Sempre nello stesso anno la MAHASZ gli ha assegnato quattro ulteriori dischi di platino per i singoli brani.
Nell'aprile 2025 si è esibito di fronte a 15 000 persone presso la László Papp Budapest Sports Arena.

## Discografia

### Album in studio
- 2023 – Megáll az idő
- 2024 – Vagy mindent vagy semmit
- 2024 – Igaziakért (con Ekhoe)

### EP
- 2022 – Pogány Induló

### Singoli
- 2022 – Vágod?
- 2022 – Gettó csirke
- 2022 – Gyönyör
- 2023 – Pogi hip-hop
- 2023 – Ez jön (con VZS e Jhonatan Memphis feat. Kretz)
- 2023 – Corleone Drill (feat. VZS)
- 2024 – Törökhegedű
- 2024 – A szív dobbanása (con i Parno Graszt)
- 2024 – Egy/Kettő
- 2025 – Kettő/Kettő